# Jekaterina Michailowna Rosenberg
Jekaterina Michailowna Rosenberg (russisch Екатерина Михайловна Розенберг, engl. Transkription Yekaterina Mikhailovna Rozenberg; * 23. Januar 1980 in Chabarowsk, RSFR, Sowjetunion als Jekaterina Noskowa russisch Носкова, engl. Transkription Noskova) ist eine ehemalige russische Mittelstreckenläuferin. Ihren größten Erfolg feierte sie mit dem Gewinn der Bronzemedaille über 1500 Meter bei den Hallenweltmeisterschaften 2003 in Birmingham. 

## Sportliche Laufbahn
Erste internationale Erfahrungen sammelte Jekaterina Rosenberg im Jahr 1999, als sie bei den Junioreneuropameisterschaften in Riga in 4:16,56 min die Bronzemedaille im 1500-Meter-Lauf gewann. 2003 gewann sie bei den Hallenweltmeisterschaften in Birmingham in 4:02,80 min die Bronzemedaille hinter der US-Amerikanerin Regina Jacobs und Kelly Holmes aus dem Vereinigten Königreich. Im August erreichte sie bei den Freiluftmeisterschaften in Paris das Finale und belegte dort in 4:00,59 min den vierten Platz. Daraufhin belegte sie beim IAAF World Athletics Final in Monaco in 4:02,82 min den achten Platz. 2005 bestritt sie ihre letzte Wettkampfsaison und beendete daraufhin ihre aktive sportliche Karriere im Alter von 25 Jahren.

## Persönliche Bestleistungen
- 800 Meter: 1:59,98 min, 27. Juli 2003 in Moskau
  - 800 Meter (Halle): 2:00,08 min, 26. Februar 2003 in Moskau
  - 1000 Meter (Halle): 2:43,68 min, 7. Januar 2005 in Moskau
- 1500 Meter: 4:00,07 min, 15. August 2003 in Zürich
  - 1500 Meter (Halle): 4:02,58 min, 27. Februar 2003 in Moskau